# Anthurium simonii
Anthurium simonii är en kallaväxtart som beskrevs av Marcus A. Nadruz. Anthurium simonii ingår i släktet Anthurium och familjen kallaväxter. Inga underarter finns listade.